# Rüdenau
Rüdenau è un comune tedesco di 855 abitanti, situato nel land della Baviera.